# Изгубљена оловка
„Изгубљена оловка“ је југословенски филм из 1960. године. Режирао га је Федор Шкубоња, а сценарио је написала Станислава Борисављевић.
На филмском фестивалу у Венецији 1961.године Филм је освојио Златног лава , а 1966. године на фестивалу у Кану проглашен је једним од десет најбољих филмова за децу свих времена.

## Улоге
| Глумац          | Улога              |
| --------------- | ------------------ |
| Бошко Гашевић   | Дико, ђак          |
| Мира Николић    | Учитељица          |
| Марија Аљиновић | Старија учитељица  |
| Мато Ерговић    | Школски послужитељ |

## Занимљивости
У селима Џимрије и Соколовићи је 1960. године смиљен играни филм Изгубљена оловка. Поред троје професионалних југословенских глумаца, сви остали актери филма су мјештани, и највећим дијелом ученици основних школа у селима Џимрије и Соколовићи.